# 岸和田治氏
岸和田 治氏（きしみきた はるうじ、きしわだ　はるうじ）は、南北朝時代の武将。現在の大阪府南部を拠点に、南朝方の武将として活躍した。和泉国岸和田荘（現在の大阪府岸和田市）を開発した人物、もしくはその一族とされる。

## 生涯
延元元年/建武3年5月25日（1336年7月4日）、楠木正成ら楠木氏の麾下として湊川の戦いに参戦し、神宮寺正房や八木法達らと共に戦った（『和田文書』所収『岸和田弥五郎治氏軍忠状』延元二年三月日、以下『岸和田軍忠状』と略す）。軍記物『太平記』によれば、楠木党はこの戦で700騎から70騎余りにまで兵を減らし、正成・正季兄弟など多くの将兵が自害している。軍記物である太平記は誇張表現でも知られるため、当合戦での数字もまたそのまま信用できるわけではないが、いずれにせよ治氏は激戦を生き伸びた武士であった。

### 和泉国・河内国の争乱
以降の経歴は『岸和田軍忠状』に拠る。
同年6月19日および30日、竹田河原・造道・六条河原など京都周辺で戦った（『岸和田軍忠状』）。
同年8月1日、大塔若宮（興良親王）が山門を出て八幡山で数日間祈祷した際、これに供奉した（『岸和田軍忠状』）。
同年8月25日、木幡山阿弥陀峰で戦った（『岸和田軍忠状』）。
同年9月1日、足利方の畠山国清と戦ったが、足利方に押され、八木城（現在の岸和田市八木地区？）に籠城した（『岸和田軍忠状』）。7日、天王寺から中院右少将（不明、右中将の中院定平か）と楠木一族の橋本正茂らが援軍に来たため、城中から撃って出て国清を挟み撃ちを行ったため国清は撤退し、蕎原城（大阪府貝塚市蕎原）に籠城した。治氏らは同城を落とし、国清を敗走させた（『岸和田軍忠状』）。
延元2年/建武4年（1337年）1月1日、河内国の中川次郎兵衛入道父子が生け捕りにされると、治氏が父子を護送した（『岸和田軍忠状』）。8日、和泉大鳥郡上神郷若松荘（現在の大阪府堺市南区若松台？）・玉井彦四郎入道の城・和田荘・菱木村などにある北朝方の敵の居住地を焼き払った（『岸和田軍忠状』）。26日、横山（現在の大阪府和泉市横山地区？）を攻め敵の居住地を焼き払った（『岸和田軍忠状』）。
同年3月2日、河内国古市郡（現在の大阪府羽曳野市周辺）に向かい、丹下三郎入道西念を野中寺の前で破り、逃げる敵を丹下城まで追撃し、城を焼き払った（『岸和田軍忠状』）。
同年3月10日、足利方が細川兵部少輔（細川氏春）と細川帯刀先生（細川直俊）を大将として攻めてきたため、和泉守護代大塚惟正の指揮の下、平石源次郎や八木法達らと共に、野中寺の東で防戦した（『岸和田軍忠状』）。細川勢は撤退したが、治氏らは藤井寺西、岡村北方面まで追撃した（『岸和田軍忠状』）。細川勢は軍を二分して南朝方を攻撃した。戦いは数刻続き、細川直俊が戦死するほどの激戦であったが、藤井寺前の大路で南朝方が敗れたため、治氏らは撤退した（『岸和田軍忠状』）。
同年8月4日夜、宮里城の合戦で、巻尾寺の弁房らと共に戦い、国分寺前で武功を挙げた（『和田文書』所収『和泉国岸和田弥五郎治氏軍忠状』延元二年十一月日、以下『岸和田軍忠状 十一月日』と略す）。
同年9月26日から27日夜にかけて、大塚惟正・上卿弥次郎俊康の下、宮里城の攻城戦に参加した（『岸和田軍忠状 十一月日』）。
同年10月13日、大塚正連の下、巻尾寺に攻めてきた足利方と交戦した。15日には大塚正連・八木法達と共に足利方を追い返した。19日にも戦いがあった（『岸和田軍忠状 十一月日』）。
兄弟なのか子なのかは不明だが、岸和田定智（じょうち）と岸和田快智（かいち）という岸和田氏の同族も上記の戦闘の一部に参戦しており、それぞれの軍忠状も現存している。

### 以降
1337年の後の治氏の活動については定かではない。応永7年（1400年）9月に、足利義満が岸和田荘の半分を石清水八幡宮へ寄進していることから、この時までに岸和田氏によって岸和田荘が開拓され、かつ、1400年には室町幕府の支配下となっていたと考えられる。

## 考察

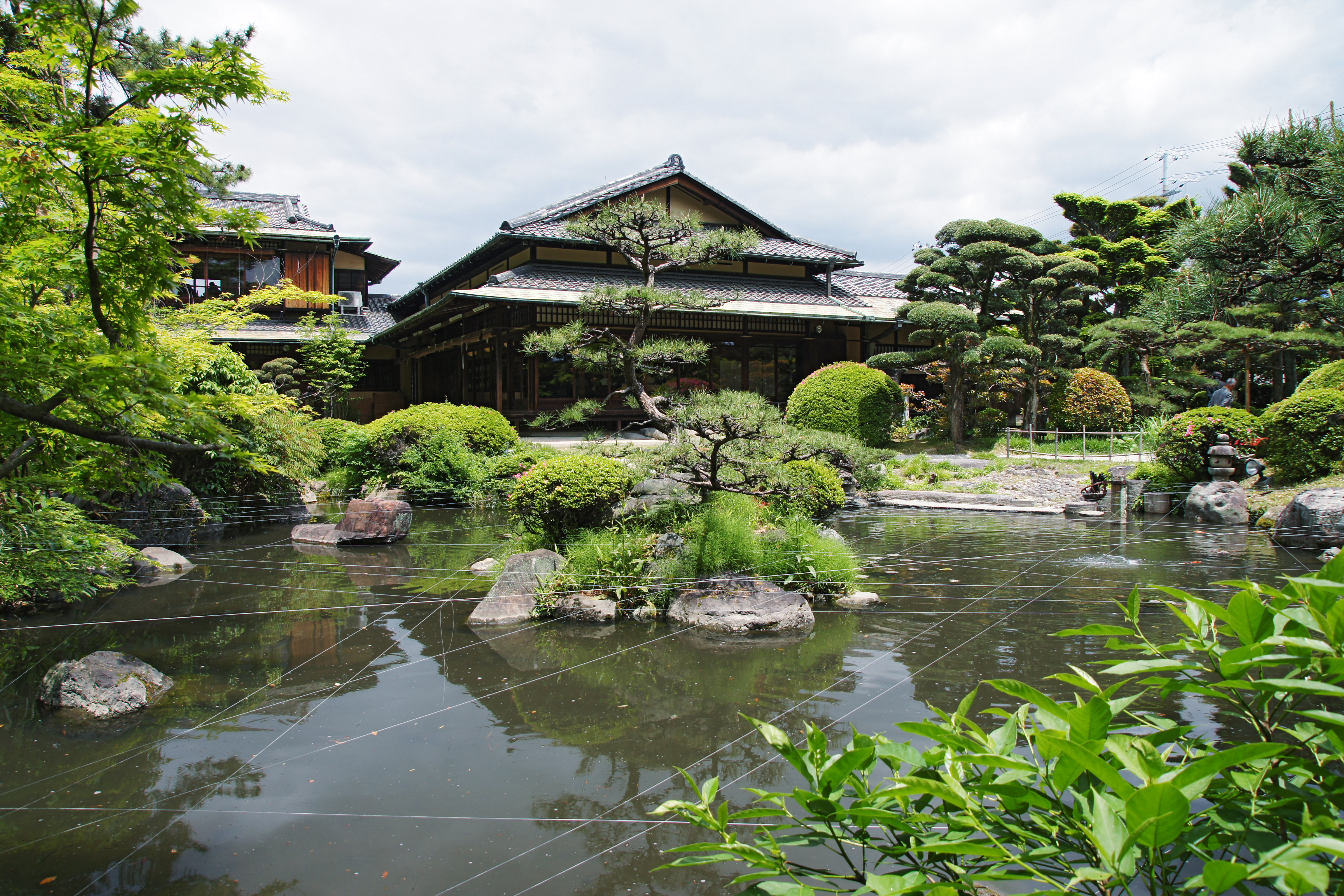
岸和田市の名所五風荘はかつて岸和田と楠木正成の係わりを顕彰して南木荘と言われていた。ただし、時代的には治氏ではなく和田高家を念頭にしていたと思われる。

以上のように、南朝に一定の武功があった武将であることが一次史料から確実であり、現在の大阪府の地域史に大きな影響を与えた可能性がある人物にもかかわらず、軍記物『太平記』には一切登場しない。
「岸和田」という地名の由来・語源についてすら、楠木正成の甥の和田高家が元であるとする説が江戸時代以降に流布しており、言わば手柄を取られてしまっている状態である。山中吾郎らの研究調査の結果、和田高家説は陽翁の創作物『太平記評判秘伝理尽鈔』（1600年前後？）に端を発し、石橋直之の『泉州志』（元禄13年（1700年）成立の地誌）がそれを採用したことから広まった誤伝である、と考えられている。